# 病號服

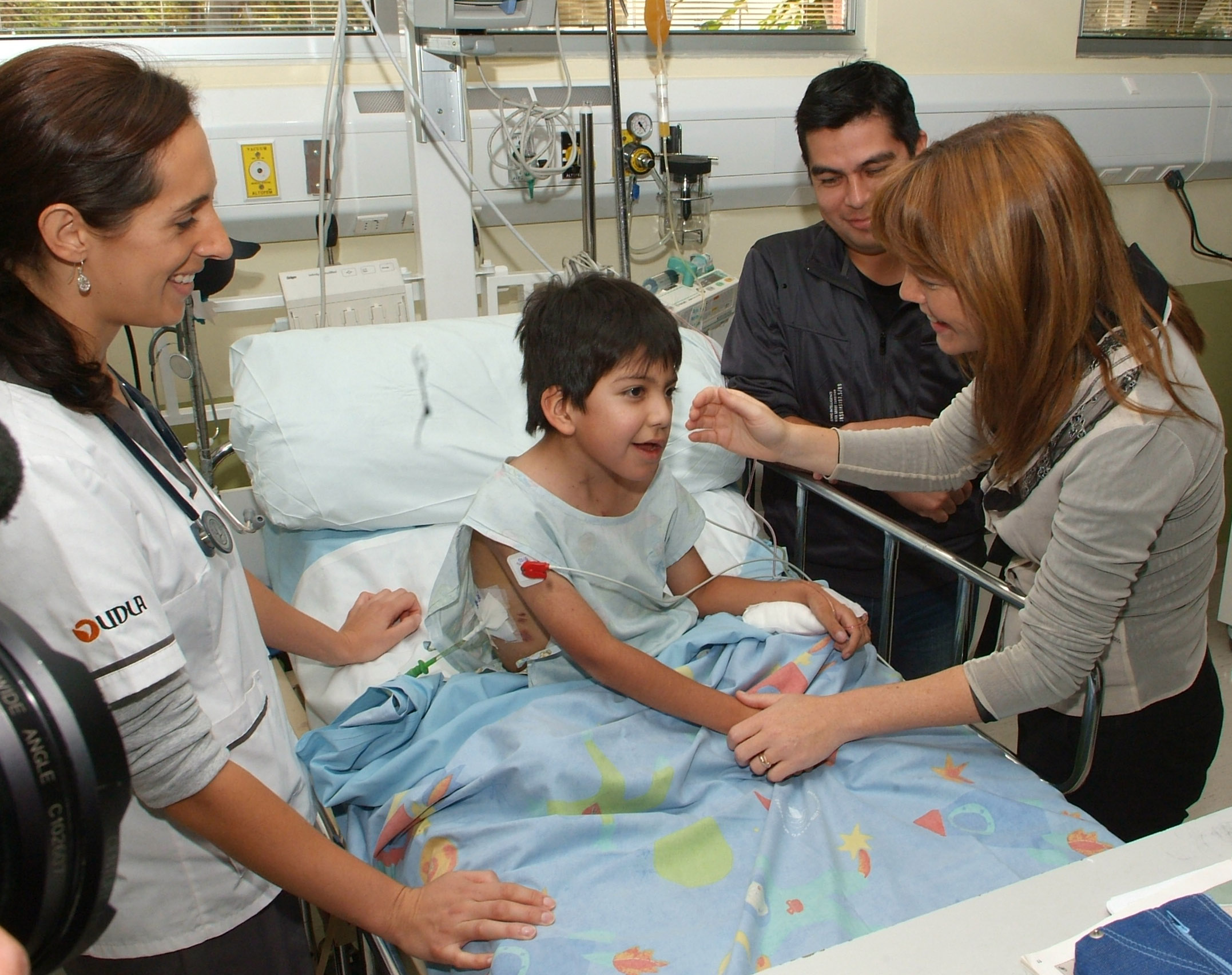
一位年輕患者身穿病號服

病號服又稱病人服，是病人在医院住院期間所穿的一种长而宽松的服装。患者所穿的病号服经过专门设计。病號服通常由可以反复清洗的面料制成。
一项在加拿大进行的研究表明（樣本為該國的5家醫院），只有11%的患者除了穿病號服外还穿其他衣服。进行该调查的医生表示，除非必要，否则不应要求患者穿病號服。尽管病號服更便宜且更容易清洗，但蒙特利尔皇家维多利亚医院的一位醫生同樣表示，除非患者大小便失禁或者下半身受伤，那麼病號服可以不穿。其實普通患者在住院期間可以穿睡衣或其他衣服。